# جام باشگاه‌های تهران ۴۱–۱۳۴۰
جام باشگاه‌های تهران ۴۱–۱۳۴۰ دوره‌ای از مسابقات جام باشگاه‌های تهران بود که در دو مرحله انجام شد و با قهرمانی تیم دارایی به پایان رسید. مرحله نخست این بازیها در زمستان ۱۳۴۱ و در دو گروه پنج تیمی برگزار شد و از هر گروه دو تیم صعود کردند. مرحله نهایی نیز در بهار سال ۱۳۴۱ به صورت دوره‌ای بین چهار تیم صعود کننده برگزار شد. رقابت تنگاتنگ مدعیان، تا روز پایانی ادامه داشت به طوری که در روز آخر این بازیها اگر تیم تاج موفق به شکست دادن تیم دارایی می‌شد می‌توانست بازی‌ها را با قهرمان به پایان برساند ولی برنده روز پایانی تیم دارایی بود که منجر به قهرمانی این تیم نیز در این فصل شد. تیم شاهین به مقام دومی بسنده کرد و تیم تاج به عنوان بهتری از سومی دست نیافت

## جدول رده‌بندی
| رتبه | باشگاه    | بازی | برد | مساوی | باخت | گل‌زده | گل‌خورده | امتیاز |
| ---- | --------- | ---- | --- | ----- | ---- | ----- | ------- | ------ |
| ۱    | شعاع      | ۴    |     |       |      |       |         |        |
| ۲    | تاج       |      |     |       |      |       |         |        |
| ۳    | تهران‌جوان |      |     |       |      |       |         |        |
| ۴    | سپه       |      |     |       |      |       |         |        |
| ۵    | دیهیم     |      |     |       |      |       |         |        |

| رتبه | باشگاه | بازی | برد | مساوی | باخت | گل‌زده | گل‌خورده | امتیاز |
| ---- | ------ | ---- | --- | ----- | ---- | ----- | ------- | ------ |
| ۱    | شاهین  |      |     |       |      |       |         |        |
| ۲    | دارایی |      |     |       |      |       |         |        |
| ۳    | کیان   |      |     |       |      |       |         |        |
| ۴    | داریوش |      |     |       |      |       |         |        |
| ۵    | نادر   |      |     |       |      |       |         |        |

| رتبه | باشگاه | بازی | برد | مساوی | باخت | گل‌زده | گل‌خورده | امتیاز |
| ---- | ------ | ---- | --- | ----- | ---- | ----- | ------- | ------ |
| ۱    | دارایی | ۳    | ۲   | ۱     | ۰    | ۵     | ۱       | ۵      |
| ۲    | شاهین  | ۳    | ۲   | ۱     | ۰    | ۷     | ۷       | ۵      |
| ۳    | تاج    | ۳    | ۱   | ۰     | ۲    | ۶     | ۸       | ۲      |
| ۴    | شعاع   | ۳    | ۰   | ۱     | ۲    | ۳     | ۵       | ۱      |

منبع

## گلزنان برتر
| # | گلزنان | تعداد گل | تیم |
| - | ------ | -------- | --- |
| ۱ |        |          |     |
| ۲ |        |          |     |
| ۳ |        |          |     |